# Eugène Sartory
Eugène Nicolas Sartory (* 22. September 1871 in Mirecourt; † 5. März 1946 in Paris) war ein französischer Bogenbauer und gilt als einer der bedeutendsten Vertreter seines Handwerks im 20. Jahrhundert.

## Biographie
Eugène Sartory wurde am 22. September 1871 in der französischen Geigenbau-Stadt Mirecourt geboren. Er stammt aus einer weit verzweigten Mirecourter-Familie, zu der viele Geigenbauer gehörten. Das Handwerk des Bogenbauens erlernte er bei seinem Vater, wechselte aber früh nach Paris, wo er für Charles Peccatte und Joseph Alfred Lamy Père arbeitete. 1893 eröffnete er seine eigene Werkstatt, die rasch große Erfolge zu verzeichnen hatte. Unter seinen Schülern und Mitarbeitern finden sich große Namen des Streichbogenbaus wie Louis Morizot und Louis H. Gillet, deren eigene Arbeit stark von Sartory beeinflusst wurde. Am 1. April 1899 heiratete er in Mirecourt Alice Joséphine Jacquet (* 16. April 1882; † 1935), die Tochter des bekannten Mirecourter Geigenbauers Gabriel Jacquet („Jacquet-Gand“); 1905 wurde die Tochter Reine Gabrielle geboren, die den Geigenbauer Georges Dupuy heiratete und am 8. November 1998 in Paris starb. In zweiter Ehe war Sartory mit Emilie Joséphine Sartory (* 27. Mai 1891; † 16. März 1974) verheiratet. Er starb am 5. März 1946 in Paris.

## Werk
Sartory entwickelte die Bogenmodelle von François Nicolas Voirin und Lamy Père weiter, vor allem, indem er den Schaft verstärkte. Sartory-Bögen sind damit Beispiele für die Tendenz zu schwereren Bögen im modernen Bogenbau. Um 1905 war das Sartory-Modell ausgereift, insbesondere die charakteristisch erweiterte und kompakte Kopfform. Sartory stellte seine Bögen aus Fernambuk-Holz her, in der Regel mit einem runden Stangen-Querschnitt. In der Frühphase seines Schaffens verwendete er dunkles Holz, seine späteren Bögen sind dagegen heller und mit noch etwas größeren Durchmessern gebaut. Viele Sartory-Bögen sind aufwändig ausgestattet, mit Silber- und Goldmontur, Schildpatt und Eidechsenleder. Sartory verwendete den Stempel „E. SARTORY A PARIS“.
Sartorys Bedeutung für den modernen Bogenbau liegt nicht etwa in einer grundsätzlichen Weiterentwicklung oder Revolutionierung des modernen, von François Xavier Tourte entwickelten Streichbogens. Seine Bögen sind vielmehr als perfektionierte, sehr gut ausbalancierte Produkte berühmt geworden und über seine gesamte Schaffenszeit hin von gleichbleibend hoher Qualität. Schon zu Sartorys Lebzeiten waren seine Bögen sehr gefragt und wurden bereits seit den 1920er Jahren nachgebaut und gefälscht. Echte Exemplare sind bis heute begehrt und werden oft zu Preisen im fünfstelligen Euro-Bereich gehandelt.

## Ehrungen und Auszeichnungen
Eugène Sartory war „Officier d’Académie“ Paris und gewann zahlreiche Preise und Auszeichnungen bei Ausstellungen und Wettbewerben:
- 1887 in Brüssel
- 1894 in Lyon
- 1900 in Paris
- 1905 im belgischen Liege
- 1906 in Mailand
- 1908 in London